# 郡山うねめまつり

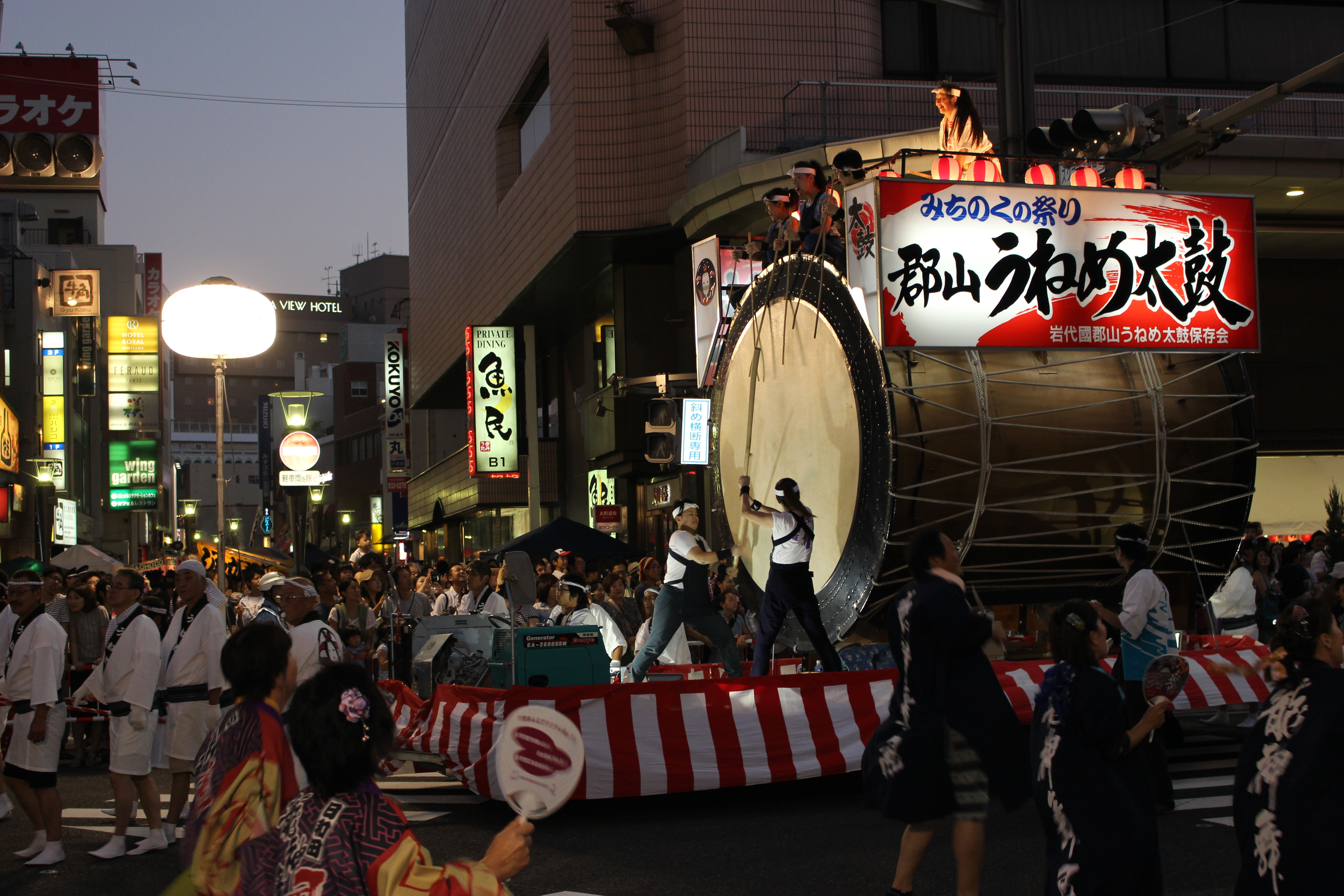
踊り流し（2015年8月）

郡山うねめまつり（こおりやまうねめまつり）は、福島県郡山市にて毎年8月第1金・土・日（2014年は、8月の木・金・土）の3日間行われる祭り。東北五大祭りの一つに数えられる場合がある。

## 概要
郡山市と郡山商工会議所が中心となり、郷土の伝説である奈良時代の宮中女官の「采女（うねめ）物語」を主題として作られた祭り。日本最大級の大太鼓「十尺大締太鼓」（後述）が響く中での踊り流しを中心に、様々なイベントが行われる。

## 内容
郡山市中心部のJR郡山駅西口駅前広場一帯と、駅から伸びるメインストリート駅前大通りの終点までをメイン会場とし、市内片平町の山ノ井農村公園（うねめ公園）などをサブ会場として開催される。
初日には、山ノ井農村公園（うねめ公園）内にある采女神社にて奈良の市長やミス奈良とともにうねめ供養祭が行われる。また、直後に池への亀の放流も行われ、市郊外にある西部ショッピングセンターを会場に「ちびっこうねめまつり」が開かれる。初日はメイン会場以外での行事が中心で、メインイベントであるうねめ踊り流しも行われないことなどから、実質的には初日が前夜祭の性格を持つ。
二日目以降はメイン会場の駅前大通りで、うねめ踊り流し、ひょっとこ踊り、うねめ太鼓、ミスうねめパレード、ゆかた de うねめコンテストなどが行われる。
メインイベントのうねめ踊り流しでは、踊り手らがパレード形式で、竹飾り提灯で彩られた駅前大通り一帯を山車と共に踊りながら進む。うねめ踊りは職場、学校などでチームを組み、団体参加するのが基本であり、開催日前には市内各所で踊りの稽古が行われる。
踊り流しの際に演奏される十尺大締太鼓は日本最大級の直径3.3mを誇り、祭りのシンボルの一つとして定着している。

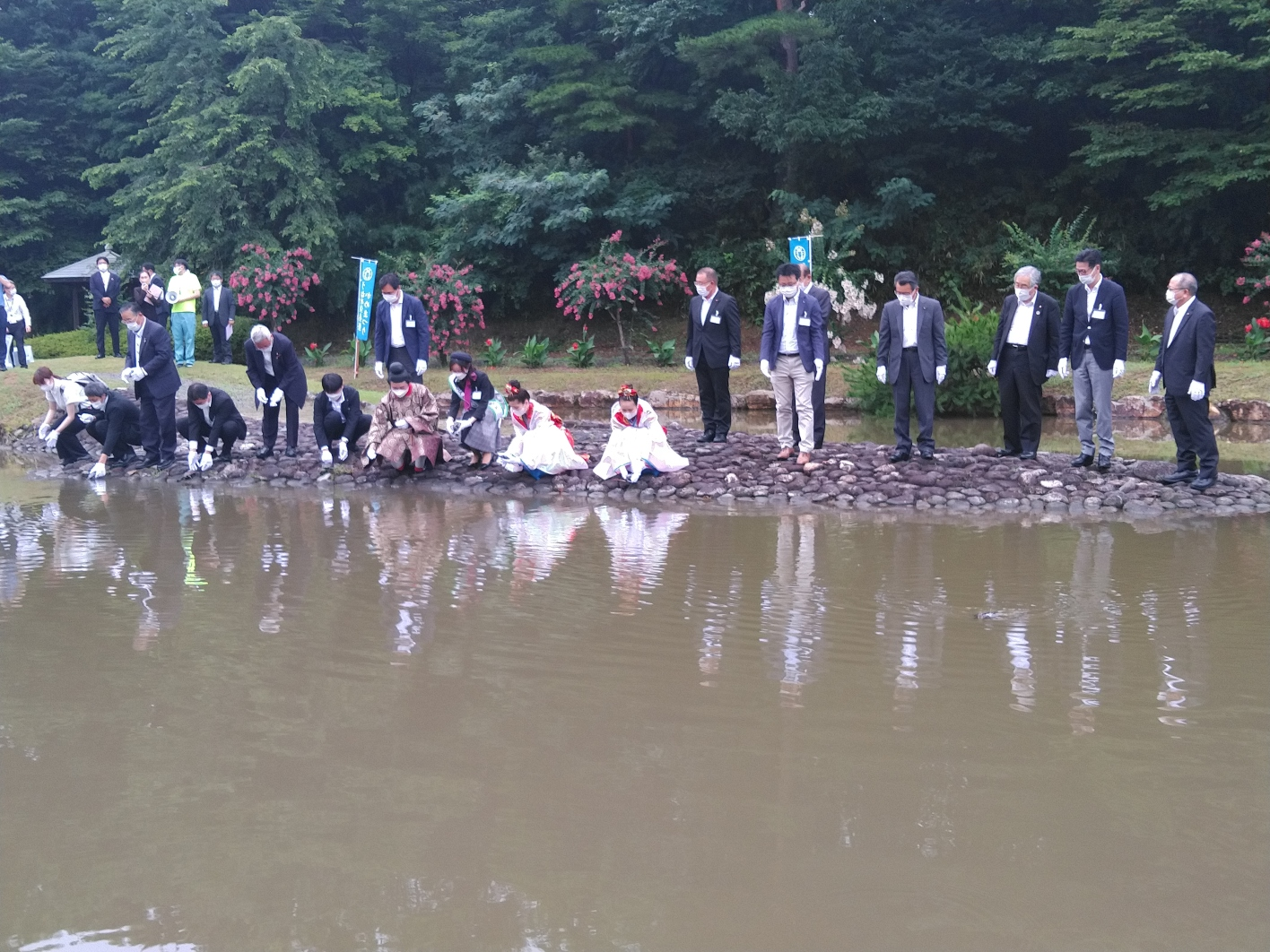
亀の放流
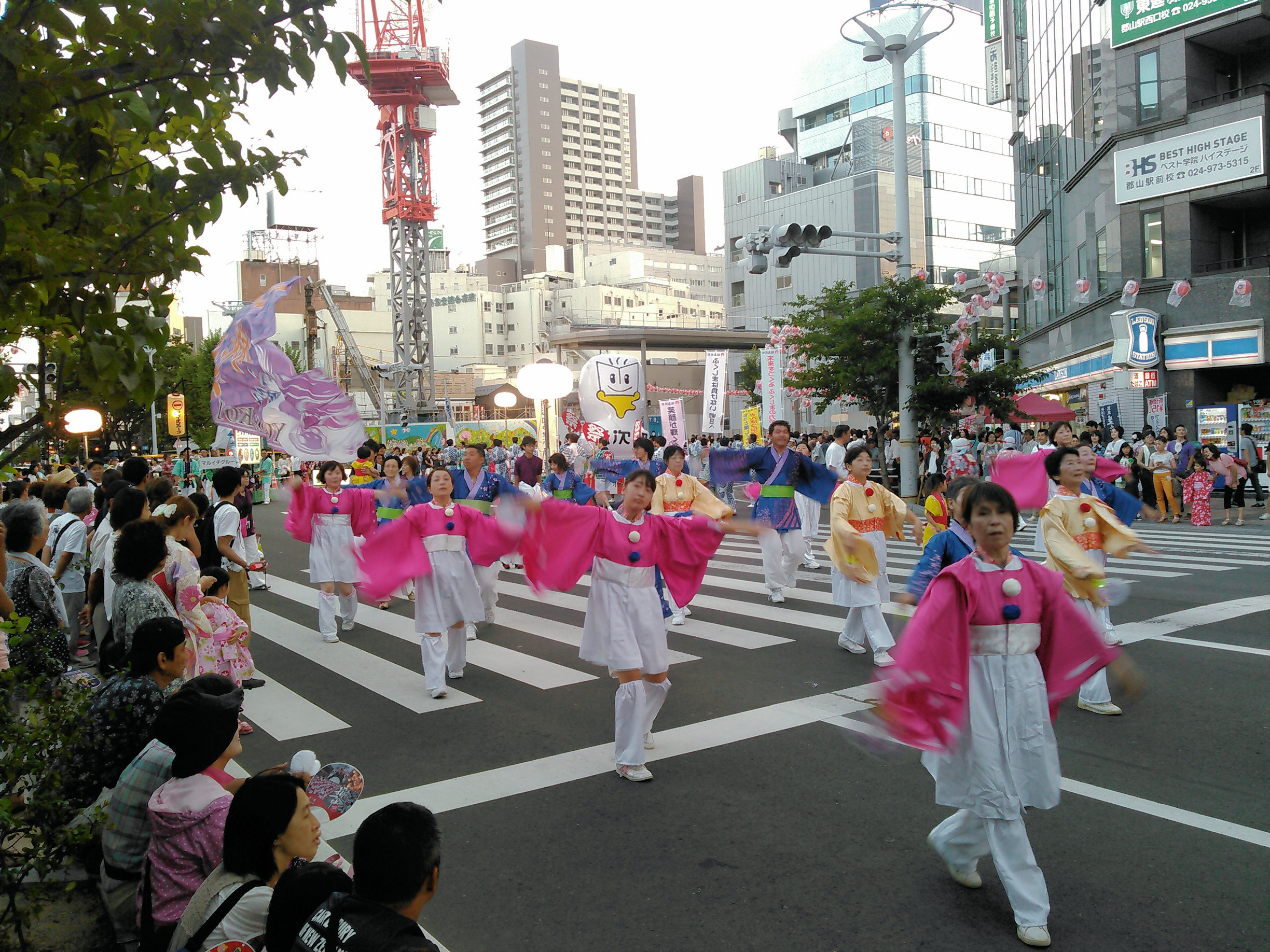
踊り流し
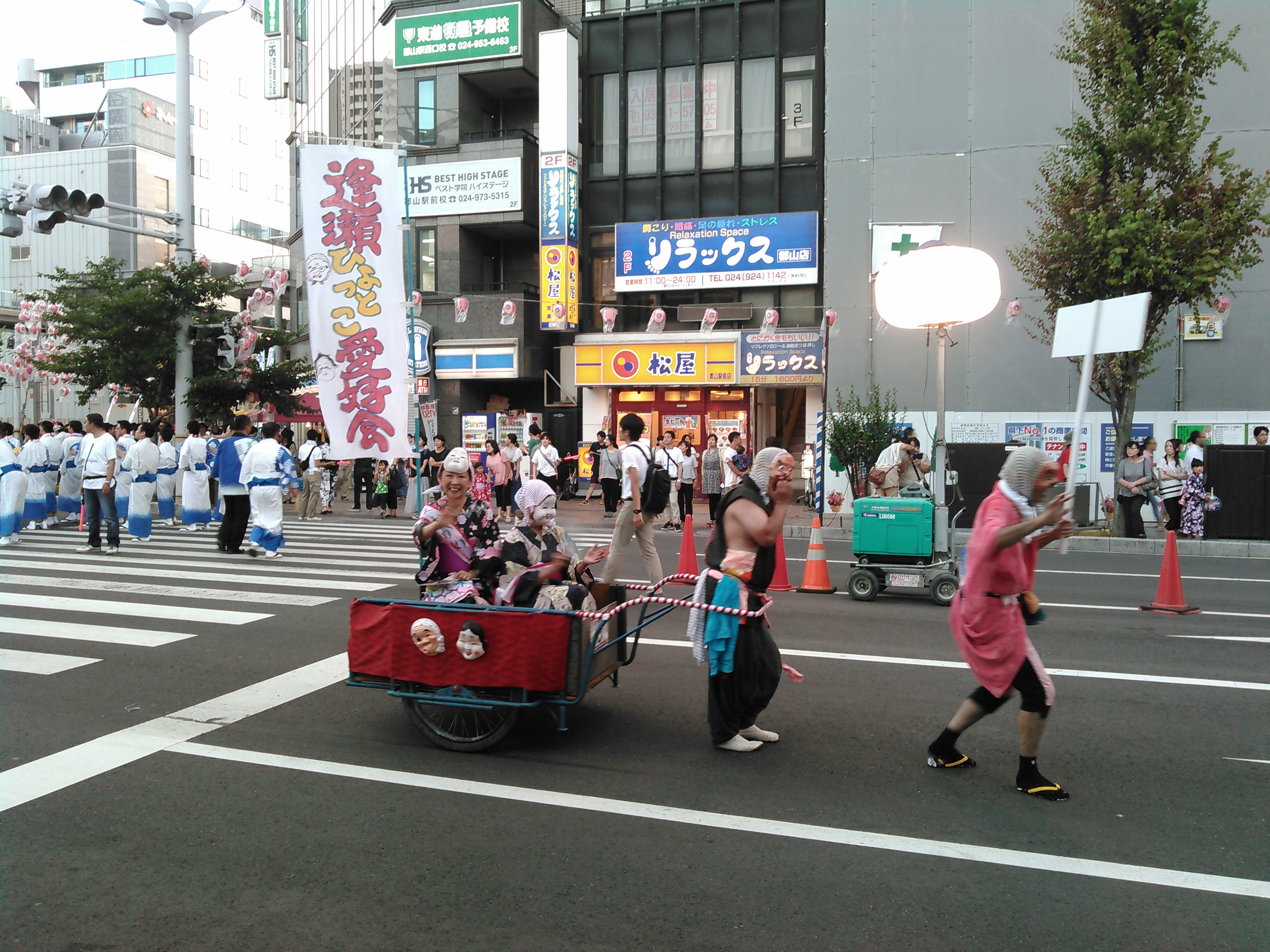
ひょっとこ踊り
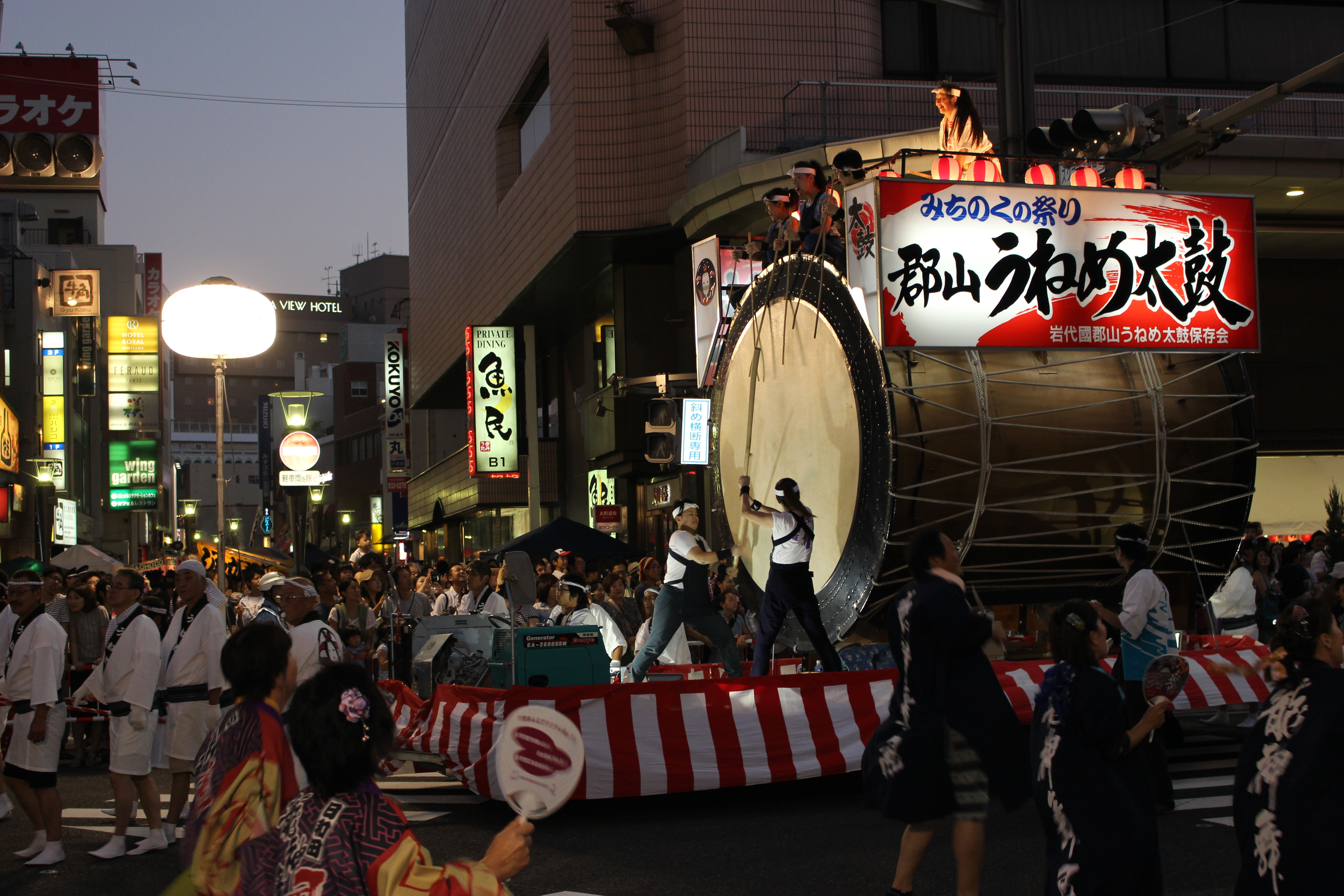
十尺大締太鼓

## 歴史
1955年（昭和30年）10月に「市勢発展のため」、荒池にて第一回の「采女まつり」が開催された。当時は荒池湖畔の南側広場に祭壇を設置して采女供養祭を行ない、うねめ百態が描かれた20艘の燈籠船や龍頭を装飾した屋形船を浮かべ、采女や官女、巫女を載せて池を一巡するスタイルだった。また、郡山消防署協力の水中噴水、東北電力提供のサーチライトの演出、花火の打ち上げなどもあった。しかし、資金難を理由に1962年（昭和37年）を最後に、その後は開催されなかった。
1965年（昭和40年）に旧郡山市と安積郡9カ町村が合併し、市民が一体となれる祭りを催したいという気運が高まったことから、郡山市と郡山商工会議所が中心となり、郷土の伝説である奈良時代の宮中女官の「采女（うねめ）物語」を主題とした祭りとして「郡山うねめまつり」を開催するようになった。通常はこの年を第一回としている。
1993年（平成5年）にはうねめまつり30周年を記念して岩代國郡山うねめ太鼓が作られ、祭りに加わった。
2002年（平成14年）からは、祭りの参加者の浴衣姿のコンテスト「ゆかた de うねめコンテスト」が開催されている。ゲスト審査員には著名人が招待されることが多く、過去にはファッションデザイナーのコシノジュンコや小篠ゆま、女優の長山藍子、サッカー元日本代表の城彰二などがゲスト審査員を務めている。
2011年（平成23年）には震災復興のため、郡山市出身の西田敏行が招待され、踊り流しに登場した。
2015年にはミラノ万博のジャパンデー・パレードで披露された。
2020年（令和2年）21年は新型コロナウイルス感染拡大防止のため中止となる。

## 開催期間
8月の第1木・金・土に行われ、福島わらじまつりと同じ日程となる。かつては8月2日から4日まで、その後毎年8月の第1金・土・日の3日間に開催されていた。